# Vozokany (okres Galanta)
Vozokany (Hongaars: Pozsonyvezekény) is een Slowaakse gemeente in de regio Trnava, en maakt deel uit van het district Galanta.
Vozokany telt 1.145 inwoners. De overgrote meerderheid van de bevolking is etnisch Hongaars.